# Probijanje pravne ličnosti
Probijanje pravne ličnosti je relativno nov pravni institut, nastao kao tvorevina sudske prakse. Raniji kompanijski zakoni kod nas nisu regulisali ovaj institut, već je on prvi put svoje mesto u našem zakonodavstvu našao u odredbama noveliranog Zakona o preduzećima – ZOP iz 1988. godine . 
Uvođenjem privatnog kapitala stvorene su mogućnosti za razne zloupotrebe preduzeća u korist osnivača, odnosno vlasnika preduzeća. Iz toga se pojavljuju razne zloupotrebe preduzeća u cilju izigravanja poverilaca, te je postojala potreba za stvaranjem tzv. ,,odbrambenog mehanizma. Taj mehanizam je upravo institut probijanja pravne ličnosti. 
Ukoliko sud otkrije da je osnivanje društva bilo zloupotrebljeno za ostvarivanje zakonom nedozvoljenih ciljeva, doći će do probijanja pravne ličnosti, u kom slučaju će biti identifikovan stvaran odnos između društva i osnivača koji su društvo koristili za prevarne ciljeve. U tom slučaju vlasnik društva snosiće neograničenu odgovornost za obaveze društva kapitala i neće uspeti da se ,,sakrije iza njegove ličnosti. 
Postoje različite definicije pojma probijanja pravne ličnosti. Jedna od njih je: ,,Probijanje pravnog subjektiviteta kompanije je sudsko zanemarivanje, zloupotrebljenog svojstva pravnog lica kompanije, u određenoj parnici po tužbi zainteresovanog lica u cilju otklanjanja štetnih posledica zloupotrebe. 

## Primenljivost
Članovi društva lica (ortačko društvo, komanditno društvo) za obaveze odgovaraju neograničeno solidarno. Zbog toga oni nisu zainteresovani da zloupotrebom pravne ličnosti društva stiču imovinsku korist. Kod društva kapitala (D.O.O., A.D.) imovina društva je odvojena od imovine njenih članova, pa se otuda javlja institut proboja pravne ličnosti.
Zakon o preduzećima  predviđa odgovornost osnivača, članova i akcionara akcionarskih društava i drugih oblika privrednih društava u kojima ima više članova. On predviđa veći broj slučajeva u kojima se može primeniti institut proboja pravne ličnosti u odnosu na raniji Zakon o preduzećima (1988.).

## Uzroci i efekti
Pravni efekti probijanja pravnog lica društva kapitala su određeni materijalno-pravnim i procesno-pravnim okvirima.
Materijalno-pravni okviri sastoje se u tome što se pravni subjektivitet društva ne gasi u celosti. Cilj sankcije u situaciji kada se primenjuje ovaj institut nije gašenje subjektiviteta ovog društva, već otklanjanje štetne posledice zloupotrebe svojstva pravnog lica društva, odnosno sudsko zanemarivanje pravnog subjektiviteta društva u konkretnom slučaju, a radi otklanjanja štetnih posledica.
Procesno-pravni okviri ukazuju da je domet primene ovog instituta samo sankcija koja deluje između tužioca i tuženog, ali ne i na treća lica.
Ekonomski uzroci nastanka pomenutog instituta sastoje se u ekonomskoj koristi koju imaju osnivači/članovi/akcionari, koji su zloupotrebom društva kao pravnog lica, a oštećujući poverioce društva, pribavili ekonomsku korist i to ili za sebe, ili za neko drugo lice, i na taj način uvećali svoju, ili imovinu nekog drugog lica.

## Normativno uređenje
Sud može izreći sankciju proboja pravne ličnosti društva kapitala, ako su kumulativno ispunjeni sledeći uslovi:
- a) zloupotreba privrednog društva za nezakonite ili prevarne ciljeve
- b) ako se imovinom privrednog društva raspolaže kao sa sopstvenom imovinom
- Imovinska korist odgovornog lica, odnosno štetna posledica po protivnu stranu i
- Uzročna veza između radnje zloupotrebe, odnosno mešanja imovine, opisane u tački 1. i štetne posledice, opisane u tački 2.

Zloupotreba može da bude subjektivna i objektivna. Subjektivna zloupotreba postoji kada se društvo koristi za postizanje ciljeva koje komanditori, članovi odnosno akcionari na bi mogli sami postići, a u nameri da naškode poveriocima.
Odgovornost po osnovu krivice postoji i kada se ista utvrdi u parničnom postupku, a ona postoji shodno Zakonu o obligacionim odnosima kada je štetnik prouzrokovao štetu namerno ili nepažnjom. Da bi smo mogli da govorimo o krivii, radnja mora da bude nedopuštena. Za ocenjivanje stepena krivice imamo 2 elementa :
1. namera (umišljaj) – najteži stepen krivice, gde namera postoji kada je učinilac bio svestan posledice koja će nastati iz njegovog dela, i hteo je njeno nastupanje (direktan umišljaj) ili je na posledicu pristao (eventualni umišljaj).
2. nepažnja – manji stepen krivice, gde se postupak učinioca upoređuje prema nekom uzoru.

Objektivna zloupotreba postoji u slučajevima kada se društvo koristi protivno ciljevima zbog kojih mu je priznat subjektivitet,ali bez namere da se drugome naškodi.
Lica navedena u člnu 31. ZOP su dužna da:
- ne koriste imovinu privrednog društva u ličnom interesu
- ne koriste povlašćenu informaciju u privrednom društvu za lično bogaćenje
- ne zloupotrebljavaju poziciju u privrednom društvu za lično bogaćenje
- ne koriste poslovne mogućnosti za svoje lične potrebe i sl.

## Procesno-pravna pitanja
Sporovi koji se odnose na primenu ovog instituta proizilaze iz Zakona o privrednim društvima. Za rešavanje ove vrste spora stvarno je nadležan Trgovinski (Privredni) sud, kao što je i navedeno u članu 46. Zakona o privrednim društvima, pod naslovom ,,rešavanje sporova 

### Uslovi za primenu
Aktivna legitimacija je svojstvo učesnika u sporu da se pojavi i legitimiše kao tužilac.
Pasivna legitimacija je svojstvo učesnika u sporu da se pojavi i legitimiše kao tuženi, a to je lice koje je na nezakonit ili prevaren način pribavilo ekonomsku korist ili uštedu, tj. mešalo ličnu imovinu sa imovinom društva.
Odgovornim licem se smatra ne samo učinilac radnje zloupotrebe, već i svako lice u okviru društva kapitala, u čiju je korist zloupotreba izvršena.
Inicijalni akt koji tužilac koristi za primenu ovog instituta je tužba. Za podizanje tužbe protiv tuženog dovoljno je da je obaveza dospela i da nije uredno podmirena. Tužilac u tužbi mora precizno da označi tuženog ili tužene, shodno Zakonu o preduzećima  koji reguliše institut privida pravne ličnosti.
Teret dokazivanja postojanja zloupotrebe privrednog društva za nezakonite ili prevarne ciljeve, odnosno postojanje uslova za primenu instituta probijanja pravne ličnosti leži na tužiocu, što je opšte pravilo izričito propisano Zakonom o parničnom postupku  . Konkretna radnja koja predstavlja zloupotrebu je radnja koju mora da utvrdi sud.

### Načini probijanja
Zahtev koji koristi ovlašćeno lice, u cilju probijanja pravne ličnosti, može se istaći u obliku tužbe. Tužba se podnosi u roku zastarelosti potraživanja, čije je namirenje ugroženo zloupotrebom pravnog subjektiviteta društva kapitala. Imajući u vidu da je potraživanje kod proboja pravne ličnosti po svojoj pravnoj prirodi neosnovano bogaćenje vlasnika zloupotrebom pravno lica, to važi rok zastarelosti za neosnovano bogaćenje (10 godina).
Lice ovlašćeno da zahteva probijnje prvne ličnosti društva kapitala je svaki poverilac, a ne samo onaj kome društvo ne može da podmiri obavezu.
Ako poverilac podigne tužbu protiv člana društva i u svom zahtevu ne uspe, dužan je da članu nadoknadi time pričinjene troškove.

#### Stečajni postupak
Stečaj je sudski način prestanka insolventnog društva. Reč ,,insolventan dolazi od latinske reči insolvens – onaj koji je bez sredstava za plaćanje .
U stečajnom postupku shodno se primenjuju odredbe Zakona o parničnom postupku, ako propisima o stečaju nije drugačije određeno, u kom slučaju se ovaj propis primenjuje kao lex specialis.
Stečaj je institut kolektivnog namirenja poverilaca generalnim izvršenjem na imovini stečajnog dužnika, čime on prestaje da postoji kao pravni subjekt .
Postoje brojni primeri u našoj sudskoj praksi, gde je nakon otvaranja stečajnog postupka utvrđeno da postoje zloupotrebe i prevarne radnje osnivača, te da ima uslova za primenu instituta proboja pravne ličnosti.

#### Likvidacija
Likvidacija je postupak prestanka solvetnog društva, kada su nastupile okolnosti određene zakonom. Srpski Zakon o privrednim društvima nema posebnih normi o dejstvu likvidacije solventnog društva, osim pravila da se ne primenjuju neki instituti stečajne likvidacije insolventnog društva koja su neprimerena prirodi ovog instituta, kao i pravila o shodnoj primeni pravila stečajne insolventne likvidacije na ovu likvidaciju.

#### Izvršni postupak
Često se postavlja pitanje da li izvršni poverilac može da naplati novčano potraživanje utvrđeno pravosnažnom i izvršnom presudom sprovođenjem izvršenja na imovini fizičkog lica kao vlasnika privrednog društva, u situaciji kada društvo kao dužnik izvršne isprave nema imovinu na kojoj bi se moglo sprovesti izvršenje, a primenom instituta proboja pravne ličnosti.
Zakon o izvršnom postupku  nalaže da ukoliko vlasnik privrednog društva nije tužen, niti je doneta pravosnažna i izvršna presuda kojom bi se on obavezao da plati određeni novčani iznos, izvršenje se ne može sprovesti na imovini osnivača, jer vlasnik nije dužnik iz izvršne isprave. Nema identiteta između izvršne isprave i dužnika. U takvoj situaciji, poverilac bi morao da tuži fizičko lice kao osnivača i da u novoj parnici dokaže postojanje razloga za proboj pravne ličnosti, pod uslovom da nije protekao opšti rok zastarelosti od 10 godina iz člana 371. Zakona o obligacionim odnosima.

## Zaključak
Probijanje pravne ličnosti još uvek nema potpuno i detaljno zakonsko uređenje, kojim bi na jasan i nesumnjiv način sudovi utvrdili da postoje uslovi za primenu ovog instituta, već je sam zakonodavac očigledno prepustio sudovima da, vođeni poznavanjem opštih načela prava, koriste ovaj institut. Iako ovaj institut nije skorašnjeg datuma u sudskoj praksi je vrlo retko i vrlo restriktivno primenjivan. Sudovi primenjuju ovaj institut u malom broju slučajeva, a zakonodavac je samo jednim članom predvideo i objasnio ovaj institut, očekujući da će sudska praksa pružiti neophodne odgovore i značajnija rešenja o ovom institutu. Zakonodavac bi trebalo da detaljnije reguliše ovaj institut, kako bi sud imao više smelosti da ga primenjuje u većem broju slučajeva, kada budu ostvareni zakonski uslovi. 